# Realization
「Realization」（リアリゼーション）は、飛蘭の14枚目のシングル。2012年8月8日にLantisから発売された。

## 概要
前作「WHITE justice」から約3ヶ月でのリリースとなる2012年3作目のシングル。販売形態は初回限定盤と通常盤の2種リリースで、前者には表題曲のPVを収めたDVDが同梱されている。
表題曲「Realization」は、テレビアニメ『はぐれ勇者の鬼畜美学』のオープニングテーマに起用された。「フレッシュに走り抜け、カップリングの「My Life」はストレスを発散させてくれる曲に仕上がっている。また、CDジャーナルは、表題曲を「パワフルに突っ込む激熱チューン!」と評した。なお、「Realization」の作曲・編曲はBEMANIシリーズなどのゲーム音楽を数多く手掛けるTatshが務めており、飛蘭のシングル表題曲の作曲をElements Garden以外の作曲家が担当するのはメジャーデビュー以来初である。

## チャート成績
2012年8月20日付のオリコン週間シングルチャートで49位を獲得。初動売上は0.2万枚を記録した。 オリコンデイリーチャートでは、8月7日付で最高位の38位を獲得した。
2012年8月20日付のBillboard JAPAN Hot Singles Salesで46位、Billboard JAPAN Hot Animationで14位を獲得した。

## 収録曲
（全作詞：飛蘭）
1. Realization [5:19]
作曲・編曲：Tatsh
テレビアニメ『はぐれ勇者の鬼畜美学』オープニングテーマ
2. My Life [5:07]
作曲：飛蘭、編曲：中西亮輔
3. Realization（Off Vocal）
4. My Life（Off Vocal）

DVD（初回限定盤のみ）
1. Realization （Music Clip）